# Скот Бакула
Скот Стјуарт Бакула (енгл. Scott Stewart Bakula; Сент Луис, Мисури, 9. октобар 1954) амерички је филмски, позоришни и телевизијски глумац.
Бакула је најпознатији по улози посебног агента Двејна Касијуса Прајда у серији Морнарички истражитељи: Нови Орлеанс.